# Nati nel 1543
| Questa pagina contiene informazioni ricavate automaticamente dalle voci biografiche con l'ausilio del template Bio e di un bot. L'aggiornamento è periodico e automatico e ricostruisce completamente la pagina. Se manca una persona in questa lista, sei pregato di non aggiungerla, ma accertati piuttosto che la sua voce biografica contenga il template Bio e che i dati anagrafici siano correttamente compilati. Se il template Bio manca, inseriscilo tu stesso o, in alternativa, metti l'avviso {{tmp\|Bio}} che ne segnala la mancanza. Se i dati riportati sono sbagliati, correggi direttamente la voce biografica; le modifiche saranno visibili in questa lista entro pochi giorni. Per chiarimenti vedi il progetto biografie. La lista contiene solo le 70 persone che sono citate nell'enciclopedia e per le quali è stato implementato correttamente il template Bio. Pagina aggiornata al 10 ago 2025. |

## Gennaio(3)
- 7 gennaio - Elena d'Asburgo, austriaca († 1574)
- 7 gennaio - Antonio Veneziano, poeta italiano († 1593)
- 31 gennaio - Tokugawa Ieyasu, militare giapponese († 1616)

## Febbraio(6)
- 4 febbraio - Johannes Heurnius, medico e naturalista olandese († 1601)
- 10 febbraio - Fulvia da Correggio, nobildonna italiana († 1590)
- 11 febbraio - Francesco Pucci, filosofo e letterato italiano († 1597)
- 16 febbraio - Kanō Eitoku, pittore giapponese († 1590)
- 18 febbraio - Carlo III di Lorena, nobile († 1608)
- 20 febbraio - Kōsa, monaco buddista giapponese († 1592)

## Marzo(1)
- 7 marzo - Giovanni Casimiro del Palatinato-Lautern, nobile tedesco († 1592)

## Aprile(4)
- 1º aprile - François de Bonne de Lesdiguières, militare francese († 1626)
- 5 aprile - Timoleone di Cossé, nobile e militare francese († 1569)
- 8 aprile - Konrad Schlüsselburg, teologo tedesco († 1619)
- 11 aprile - Giorgio Giovanni I del Palatinato-Veldenz, nobile tedesco († 1592)

## Maggio(2)
- 2 maggio - Jan Moretus, tipografo fiammingo († 1610)
- 10 maggio - Ottavio Gonzaga, nobile e militare italiano († 1583)

## Giugno(1)
- 29 giugno - Cristina d'Assia, nobile tedesca († 1604)

## Agosto(1)
- 21 agosto - Giovanni Bembo, doge († 1618)

## Settembre(2)
- 14 settembre - Claudio Acquaviva, gesuita italiano († 1615)
- 29 settembre - Giovanni di Cosimo I de' Medici, cardinale italiano († 1562)

## Ottobre(1)
- 23 ottobre - Juan de la Cueva, poeta e drammaturgo spagnolo († 1612)

## Novembre(2)
- 4 novembre - Giovanni Francesco Fara, vescovo, storico e umanista italiano († 1591)
- 8 novembre - Lettice Knollys, nobildonna inglese († 1634)

## Dicembre(2)
- 3 dicembre - Ferdinando Farnese, vescovo cattolico e diplomatico italiano († 1606)
- 3 dicembre - Alessandro Riario, cardinale e patriarca cattolico italiano († 1585)

## Senza giorno specificato(45)
- Eleonora degli Albizi, nobildonna italiana († 1634)
- Gerolamo Assereto, doge († 1627)
- Giovanni I di Braganza, nobile († 1583)
- Marsilio Cagnati, filosofo e medico italiano († 1612)
- Taddeo Carlone, scultore e architetto svizzero († 1615)
- Claudia Caterina di Clermont, nobildonna francese († 1603)
- Date Terumune, militare giapponese († 1585)
- Thomas Deloney, scrittore inglese († 1600)
- Ambroise Duboise, pittore francese
- Alessandro Fei, pittore italiano († 1592)
- Alfonso Ferrabosco l'Anziano, compositore italiano († 1588)
- Domenico Fontana, architetto italiano († 1607)
- Alessandro Franceschi, vescovo cattolico italiano († 1601)
- Johann Thomas Freig, filosofo tedesco († 1583)
- Coriolano Garzadori, vescovo cattolico e diplomatico italiano († 1618)
- Leonardo Garzoni, scienziato e gesuita italiano († 1592)
- Marcantonio Gonzaga, vescovo cattolico italiano († 1592)
- Prospero Gonzaga, nobile italiano († 1614)
- Francesco Grimaldi, architetto e religioso italiano († 1613)
- Douglas Howard, nobildonna inglese († 1608)
- Hümaşah Sultan, principessa ottomana († 1582)
- Ichijō Kanesada, militare giapponese († 1585)
- Kinoshita Iesada, militare giapponese († 1608)
- Giovanni Francesco Leone, vescovo cattolico italiano († 1613)
- Maeda Toshimasu, militare giapponese († 1612)
- Cutberto Mayne, presbitero inglese († 1577)
- Camillo de' Medici di Gragnano, nobile, giurista e avvocato italiano († 1598)
- Quentin Metsys il Giovane, pittore fiammingo († 1589)
- Nicolas de Neufville de Villeroy, politico e nobile francese († 1617)
- Anthonis van Obbergen, architetto fiammingo († 1611)
- Antonio Persio, filosofo italiano († 1612)
- Michele Ruggieri, gesuita, missionario e linguista italiano († 1607)
- Satomi Yoshiyori, militare giapponese († 1587)
- Regner Sixtinus, giurista tedesco († 1617)
- Sönam Gyatso, monaco buddhista tibetano († 1588)
- Tiburzio Spannocchi, architetto e ingegnere italiano († 1606)
- Tamura Naomasa, militare giapponese († 1609)
- James Tyrie, teologo scozzese († 1597)
- Utsunomiya Hirotsuna, militare giapponese († 1576)
- Costanzo Varolio, anatomista italiano († 1575)
- Lorenzo Vitturi, arcivescovo cattolico italiano († 1597)
- Antonio d'Aragona Cardona, nobile e militare italiano († 1584)
- Alonso de Espinosa, religioso e missionario spagnolo († 1616)
- Karl von Mansfeld, generale tedesco († 1595)
- Şah Sultan, principessa ottomana († 1580)